# 바틀 로켓
《바틀 로켓》(영어: Bottle Rocket)은 1996년 개봉한 미국의 범죄 코미디 영화이다. 웨스 앤더슨의 장편 영화 감독 데뷔작이며, 앤더슨과 오언 윌슨이 공동 각본을 썼다. 앤더슨이 연출하고 오언 윌슨과 함께 각본을 쓴 1993년 동명 단편 영화가 원작이다. 형제 오언 윌슨과 루크 윌슨의 장편 영화 연기 데뷔작이기도 하다.

## 출연
- 오언 윌슨
- 루크 윌슨
- 로버트 머즈그레이브
- 제임스 칸
- 루미 카바조스
- 네드 다우드
- 셰이 파울러
- 헤일리 밀러
- 쿠마르 팔라나
- 앤드루 윌슨
- 브라이언 테넌바움
- 스티븐 디그넌
- 짐 폰즈

## 기타 제작진
- 공동 제작: L.M. 킷 카슨, 레이 지머먼
- 협력 제작: 마이클 랭, 앤드루 윌슨
- 배역: 리즈 케이글리
- 미술: 데이비드 와스코
- 세트: 샌디 레이놀즈와스코
- 의상: 캐런 패치

## 같이 보기
- 하이스트 영화